# Chiesa di San Paolo (Asti)
La chiesa di San Paolo di Asti è una chiesa cattolica barocca, situata in via XX Settembre (antica Contrada Carrera) nel Rione San Paolo.

## La prima chiesa

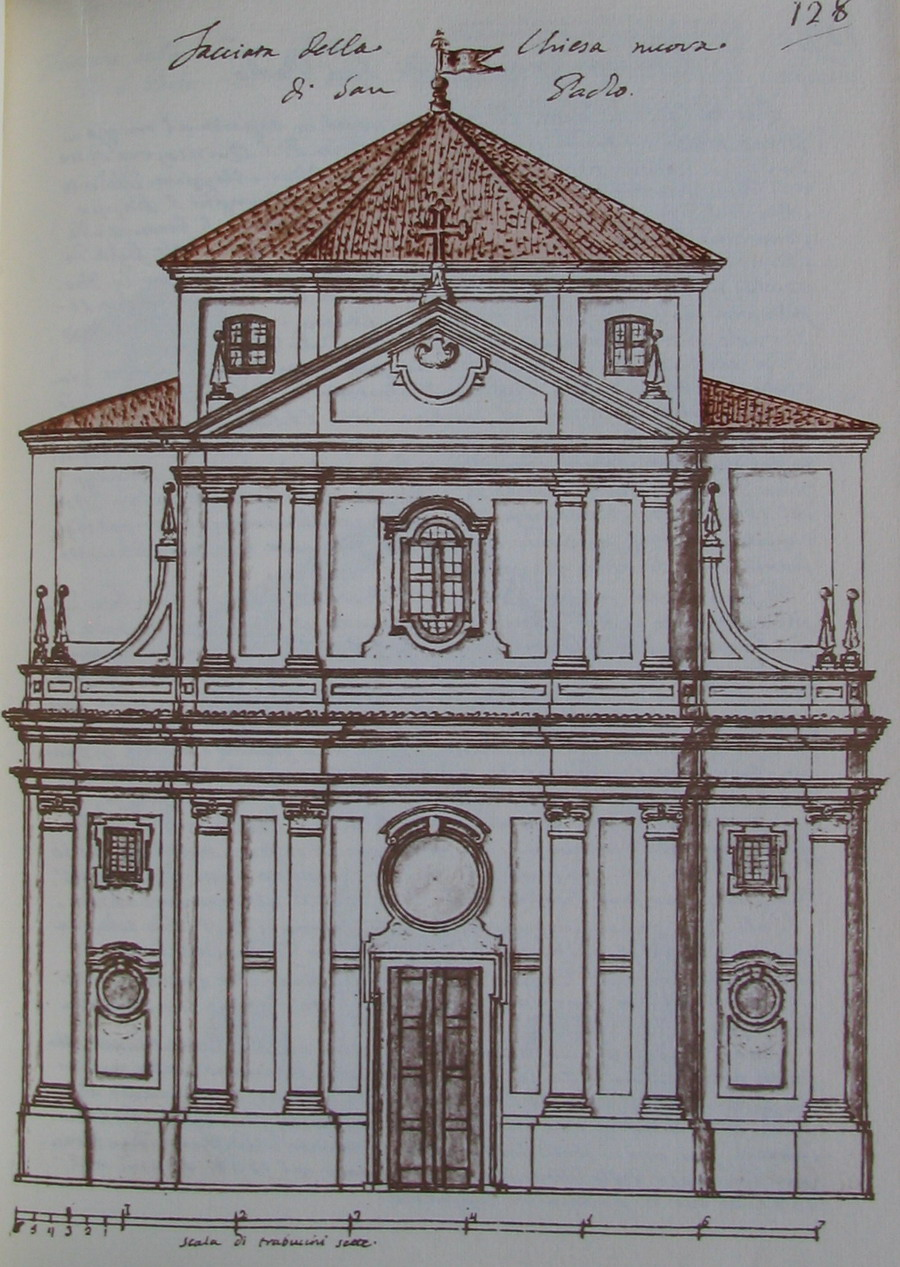
Chiesa di San Paolo da un disegno di Stefano Giuseppe Incisa del 1806

Prima di quella odierna, nelle sue immediate vicinanze, esisteva già una chiesa dedicata a S.Paolo, di cui rimangono alcuni resti in parte conglobati in quella attuale.
La prima notizia di questo fabbricato risale al 1292, dove si parla della "Porta Sancti Pauli" delle mura astigiane, la quale prese la propria denominazione dall'attigua Chiesa. La stessa venne qualificata come parrocchia in un documento del 1381, in cui il parroco di S. Paolo è citato col titolo di "rector ecclesiae Sancti Pauli".
Nel 1578, gli Agostiniani, insediatisi nel Borgo di San Paolo nel 1526, ottennero dal rettore A. Della Rovere di poter amministrare la Chiesa, ma il crollo nello stesso anno della copertura, costrinse i religiosi, già in ristrettezze economiche, a rinunciare definitivamente alla gestione sia della Chiesa che della Parrocchia.
Alla stessa provvedette personalmente il Vescovo Domenico Della Rovere: la facciata cambiò di posizione, da ponente a levante, l'interno fu suddiviso in tre navate con volte, le pareti imbiancate ed il pavimento fatto in cotto.

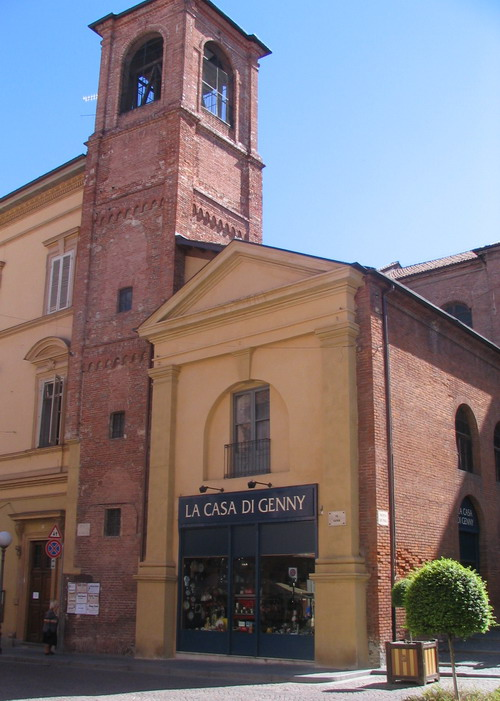
Facciata della prima Chiesa di San Paolo

Nel 1716, avvenne un nuovo restauro da parte del parroco Don Isnardi con l'acquisizione di alcune case adiacenti che vennero adattate a convento per i Padri di San Filippo Neri.
Dopo la morte dell'Isnardi, furono i Filippini a provvedere alla costruzione della nuova Chiesa, ultimata nel 1794, con l'inevitabile abbandono della Chiesa precedente, la cui parte absidale divenne parte della sagrestia con splendide volte ellittiche; il resto divenne prima laboratorio marmistico e quindi negozio di "casalinghi".
Delle tre navate, la sinistra, sulla cui facciata sorge il campanile, fu usata come vano scala per la casa parrocchiale e presenta ancora volte con pilastri a capitello. La navata centrale conteneva l'edificio commerciale, la navata destra fu completamente demolita nel 1939, lasciando lo spazio per l'attuale piazzetta.
Il campanile ha subito molteplici rimaneggiamenti nei secoli. Ha sicuramente un impianto romanico, con una parte sopraelevata settecentesca corrispondente alla cella campanaria.

## La nuova chiesa
Costruita dai padri Filippini a partire dal 1787 e terminata nel 1794, presenta una facciata in cotto con un timpano sorretto da quattro paraste. L'interno è ad un'unica navata.
Si possono ammirare:
- Affreschi nell'abside di Carlo Gorzio di Moncalvo raffigurante la conversione di San Paolo risalenti alla fine del Settecento
- Altare maggiore e balaustre in marmo proveniente dalla Chiesa di Sant'Agostino
- Nella cappella sinistra la tela della Vergine del Rosario, attribuita alla scuola del Moncalvo
- Antisagrestia a sinistra dell'altare maggiore, gruppo ligneo scultorio di Sant'Anna e Maria bambina attribuito a Giovan Battista Bonzanigo
- Nella cappella a destra dell'altare maggiore, gruppo scultoreo di Gesù crocifisso, con Maria e San Giovanni, del XVI secolo proveniente dall'antica Chiesa.

### Galleria d'immagini

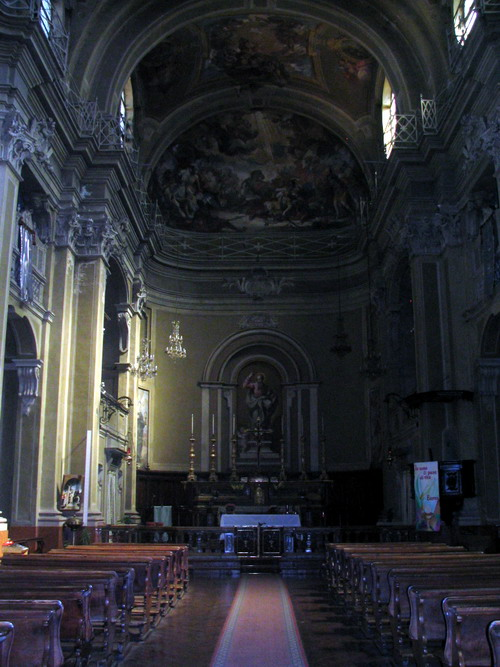
Chiesa di San Paolo. Interno
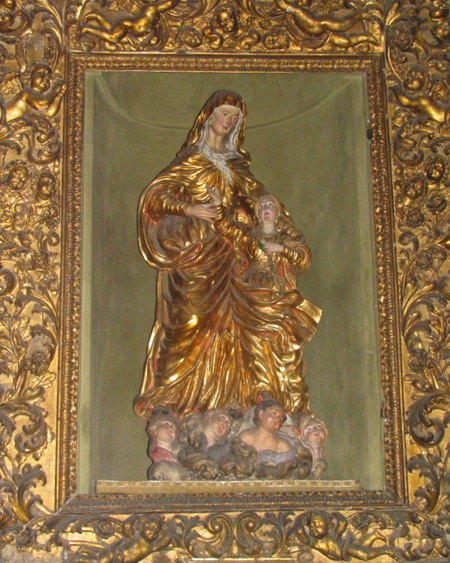
Gruppo ligneo scultorio di Sant'Anna e Maria bambina
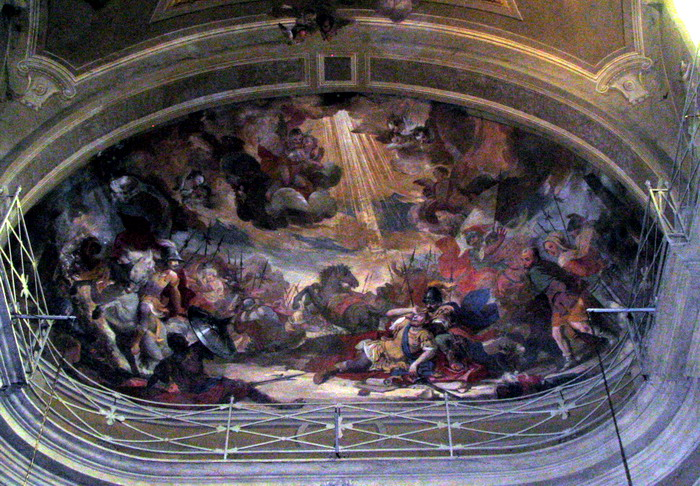
Affresco conversione di San Paolo
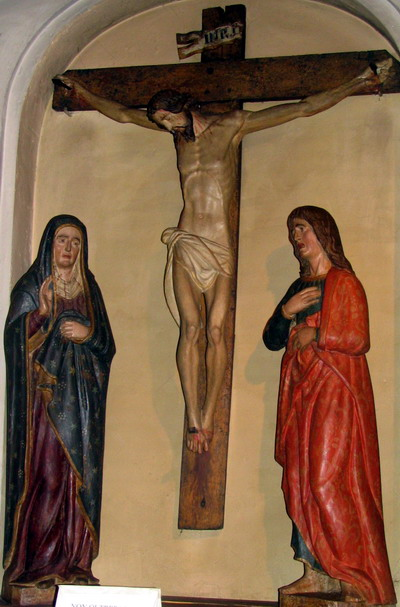
Gruppo scultoreo di Gesù crocifisso, con Maria e San Giovanni